# بذلة غطس

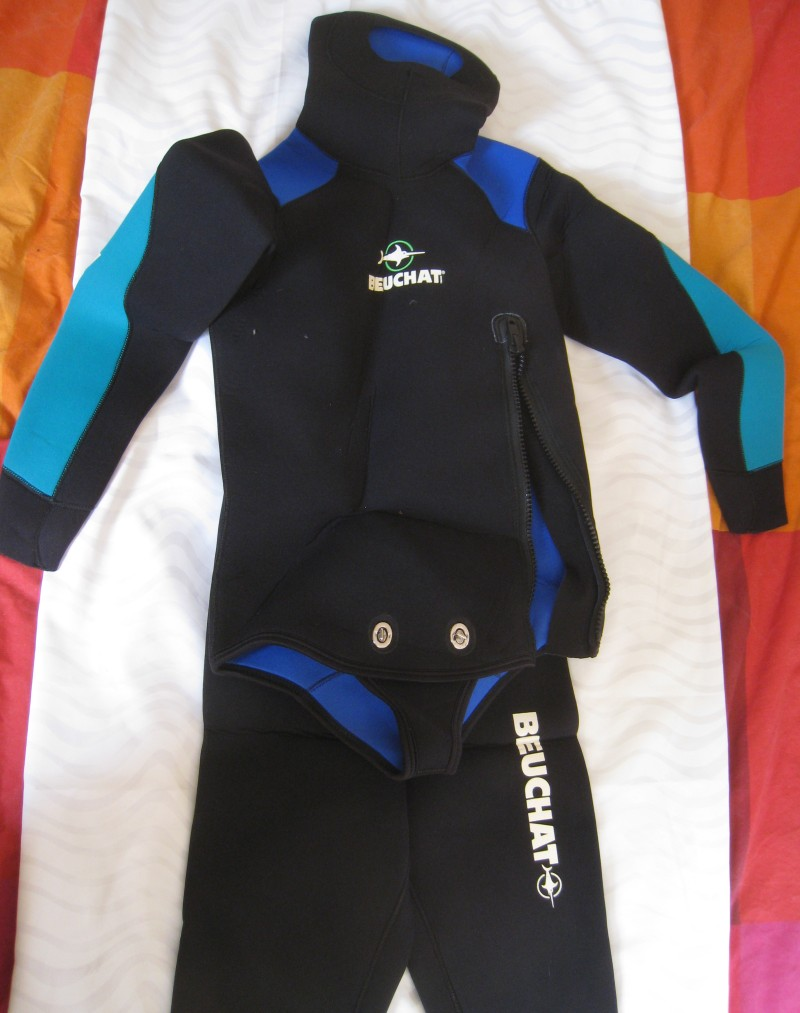
بذلة غطس

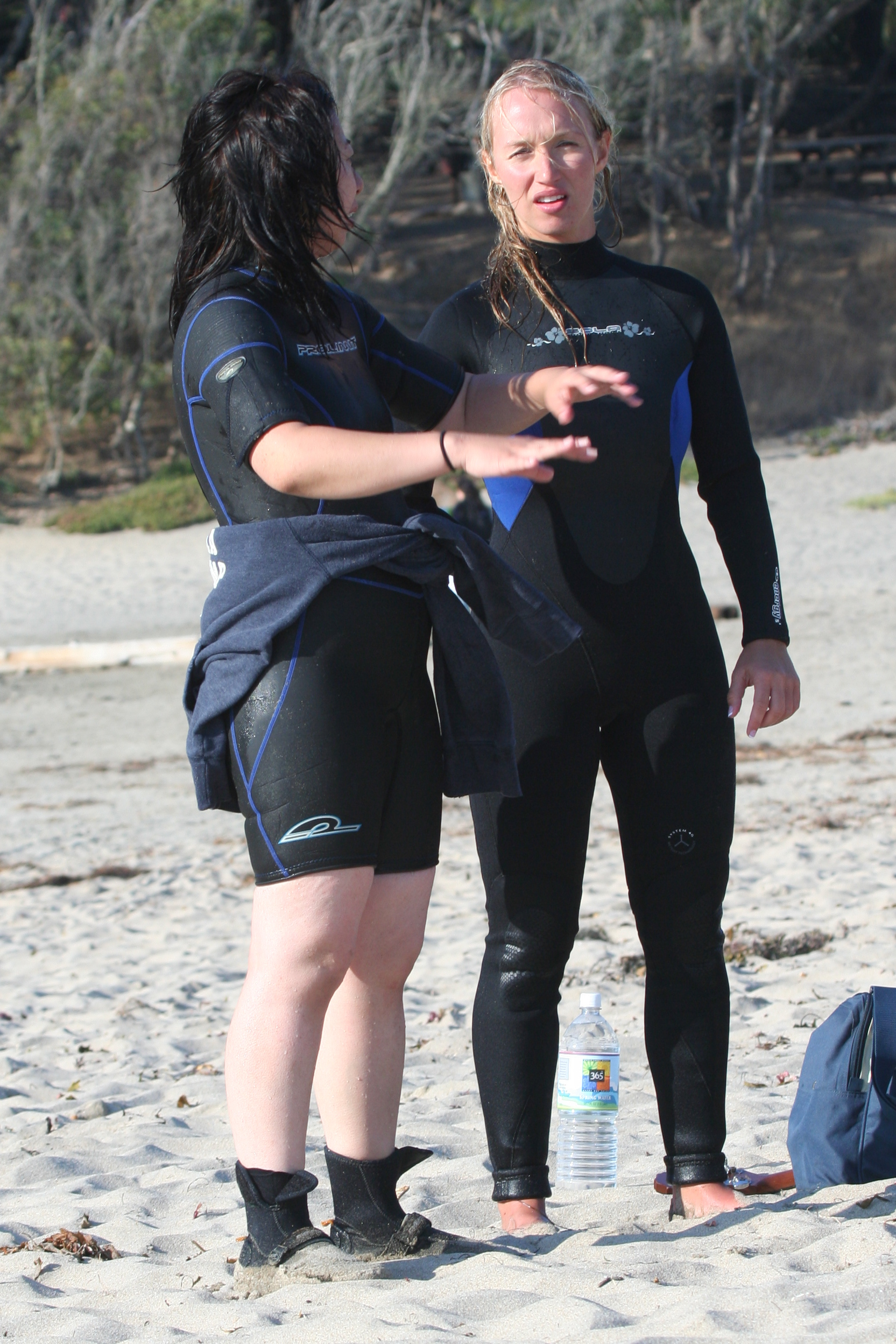
سباحتين مرتديتين بذلات غطس

بذلة الغطس هي بذلة تصنع من النيوبرين لأجل الركمجة والغوص وركوب القوارب الشراعية وسباق قوارب الكانوي تكون مغطاة بمادة عازلة للحرارة ومضادة للطفو. هيوك برندر، جامعة كاليفورنيا، فيزيائي اخترع بذلة الغطس الحديثة في 1952. أصبحت ملابس الغوص متاحة في منتصف 1950 وتطورت نسبيا وصنعت بالنيوبرين لأول مرة، وتدعمها محصورا في وقت لاحق، مع صفائح رقيقة من قوى مواد مثل النايلون أو لاحقا ليكرا / مطاطية وتم إدخال تحسينات على طريقة الغطس في المفاصل ببيانات ولصق الالتصاق، تساعد البذلة على البقاء والحد من تدفق الماء، واستبدال المياه محصورة بين البذلة والجسد بواسطة الماء البارد من الخارج.وهناك المزيد من التحسينات في الأختام في الرقبة، المعصمين والكاحلين وهناك بذلة المعروفة باسم «شبه الجافة».
أنواع مختلفة من بذلات غطس مصنوعة من أجل أغراض مختلفة وبدرجات حرارة مختلفة. البذلات رقيقة تتراوح ما بين (2 ملم أو أقل) «شو رتي»، تغطي فقط الجذع، إلى 8 ملم شبه جافة، وعادة ما يكمله نيوبرين الأحذية والقفازات وغطاء محرك السيارة.

## معرض صور

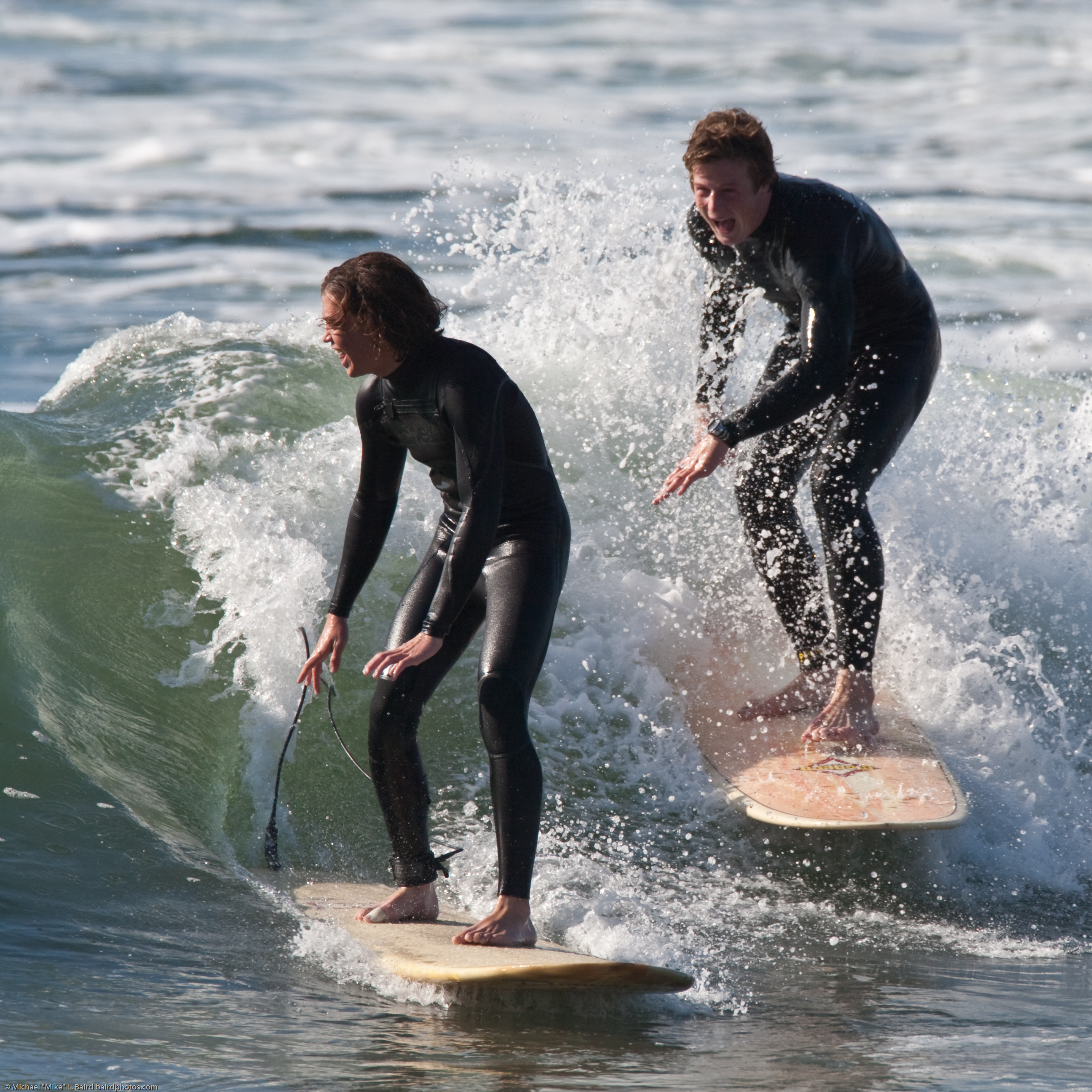
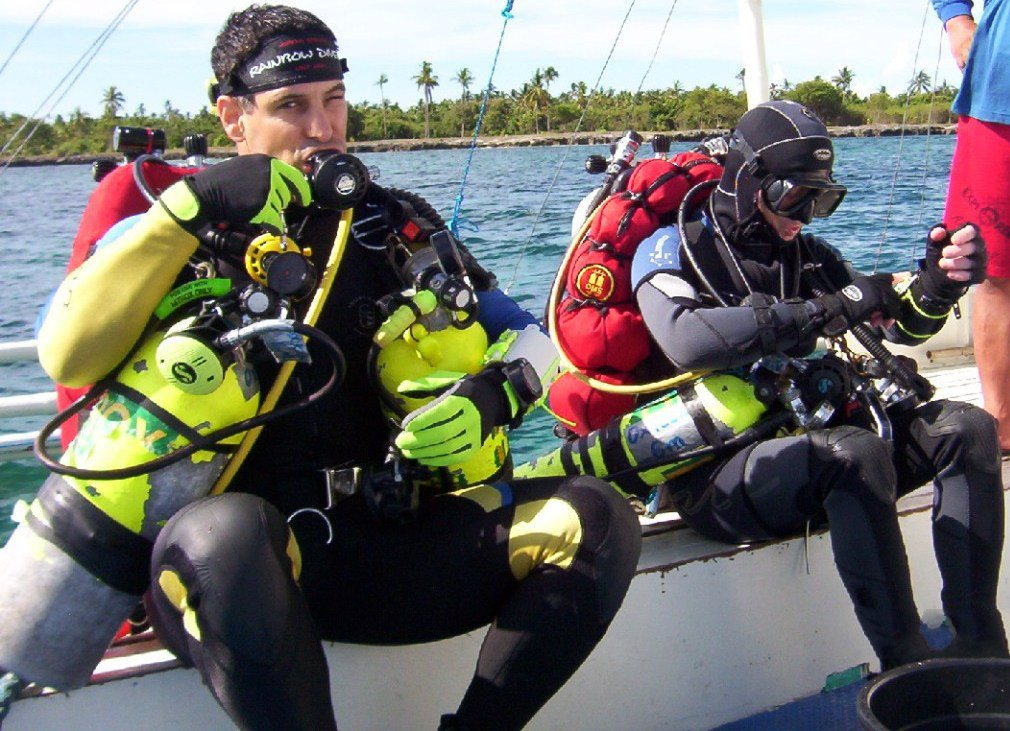
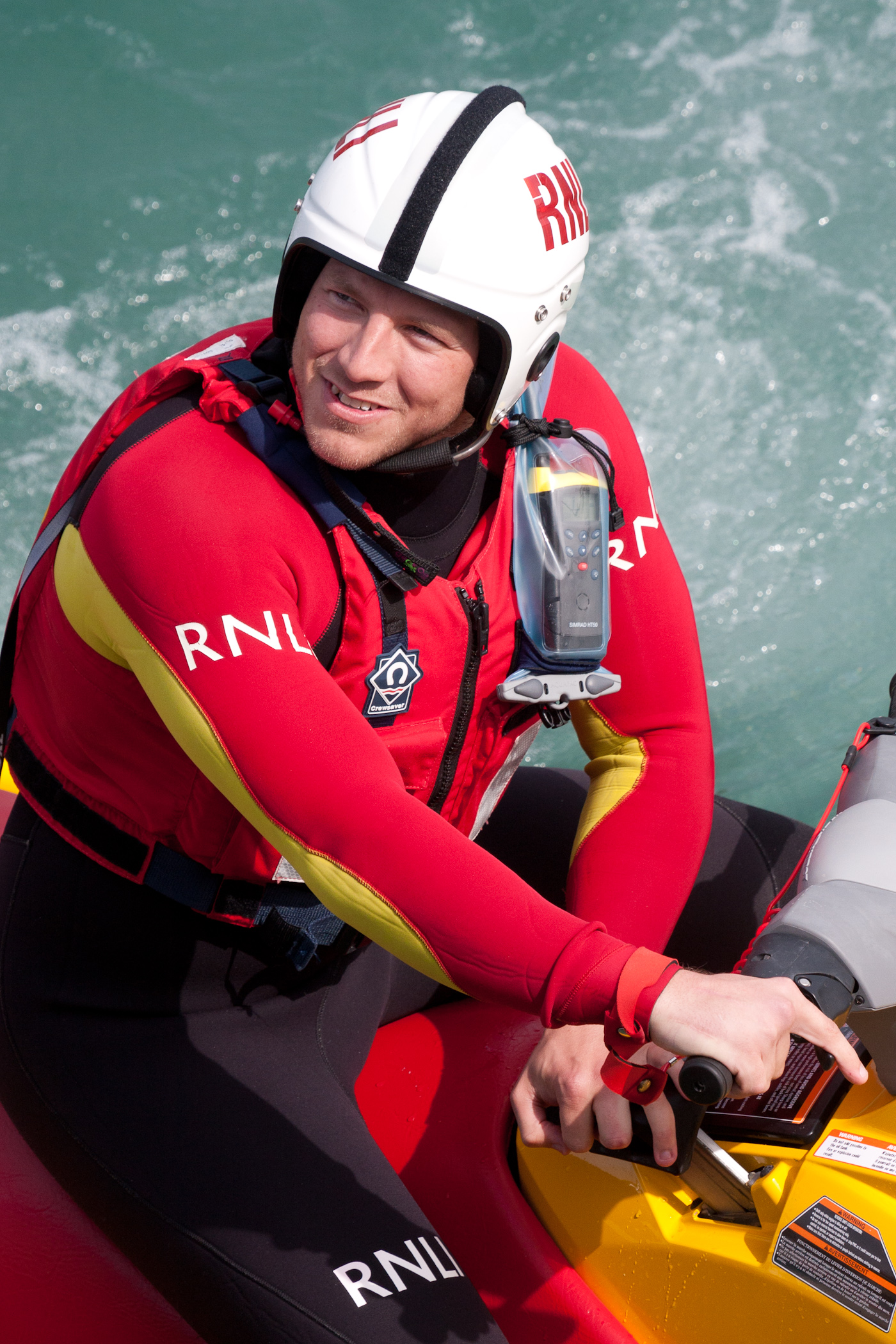

## روابط خارجية
- بذلة غطس على موقع EncyclopediaOfSurfing.com (الإنجليزية)